# Joseph T. Baker
Joseph Thomas Baker AO OBE (* 19. Januar 1932 in Warwick; † 16. Januar 2018 in Canberra) war ein australischer Meeresbiologe und Rugbyspieler.

## Leben
Joseph T. Baker wurde in Warwick geboren und zog 1950 nach Brisbane, um an der University of Queensland zu studieren. Außerdem war er für die Commonwealth Scientific and Industrial Research Organisation tätig. Er erwarb einen Bachelor of Science mit dem Schwerpunkt Organische Chemie, ehe er seinen Master machte. Ab 1956 lehrte er im Bereich Chemie der University of Queensland. Baker lehrte ab 1961 im Fachbereich Chemie der University of Queensland am Standort Townsville, 1966 machte er seinen Ph.D. Ab 1970 gehörte der Campus zur James Cook University, woraufhin Baker außerordentlicher Professor wurde. Während seiner Arbeit in North Queensland widmete er sich den Meereswissenschaften und beschäftigte sich insbesondere mit dem Great Barrier Reef.
Seine Rugbykarriere begann Joseph Baker in Warwick, ehe er von 1950 bis 1960 für die Eastern Suburbs Tigers in Brisbane spielte. In 175 Spielen erzielte er 53 Versuche und 13 Tore. Außerdem spielte er im Bulimba Cup für Brisbane. Im Jahr 1959 spielte er als Dritte-Reihe-Stürmer für die Queensland Maroons gegen die Neuseeländische Rugby-League-Nationalmannschaft und die New South Wales Blues.
In Townsville gründete Baker den James Cook University Rugby League Football Club. Als Trainer gewann er im Jahr 1971 mit North Queensland gegen Brisbane die Meisterschaft des Bundesstaats. Baker gehörte außerdem zu den Gründern der Queensland Academy of Sport.
Baker wurde 1982 für seine Verdienste in der Meereswissenschaft zum Officer of the Order of the British Empire ernannt. Im Jahr 1989 wurde er zum Mitglied der Australian Academy of Technological Sciences and Engineering gewählt. Für seine Tätigkeit im Bereich der Umweltforschung wurde er 2001 mit der Centenary Medal geehrt. 2002 wurde er „für seine Verdienste um die Meereswissenschaften, um die Entwicklung kommerziell tragfähiger und umweltverträglicher Aquakulturindustrien, um Umweltforschung und -schutz und um den Fortschritt einer ökologisch nachhaltigen Entwicklung in Australien und international“ zum Officer des Order of Australia ernannt.
Das sportwissenschaftliche Labor der Queensland Academy of Sport wurde im Jahr 2010 nach Baker benannt. Die James Cook University ehrte Baker, indem sie ihr Spielfeld in Townsville 2011 Joe Baker Field nannte.
Baker starb am 16. Januar 2018 im Alter von 85 Jahren nach mehrjähriger Parkinson-Krankheit in Canberra. Die Beerdigung fand am 24. Januar 2018 ebenfalls in Canberra statt. Joseph Baker war verheiratet und hatte vier Kinder.